# 科隆島

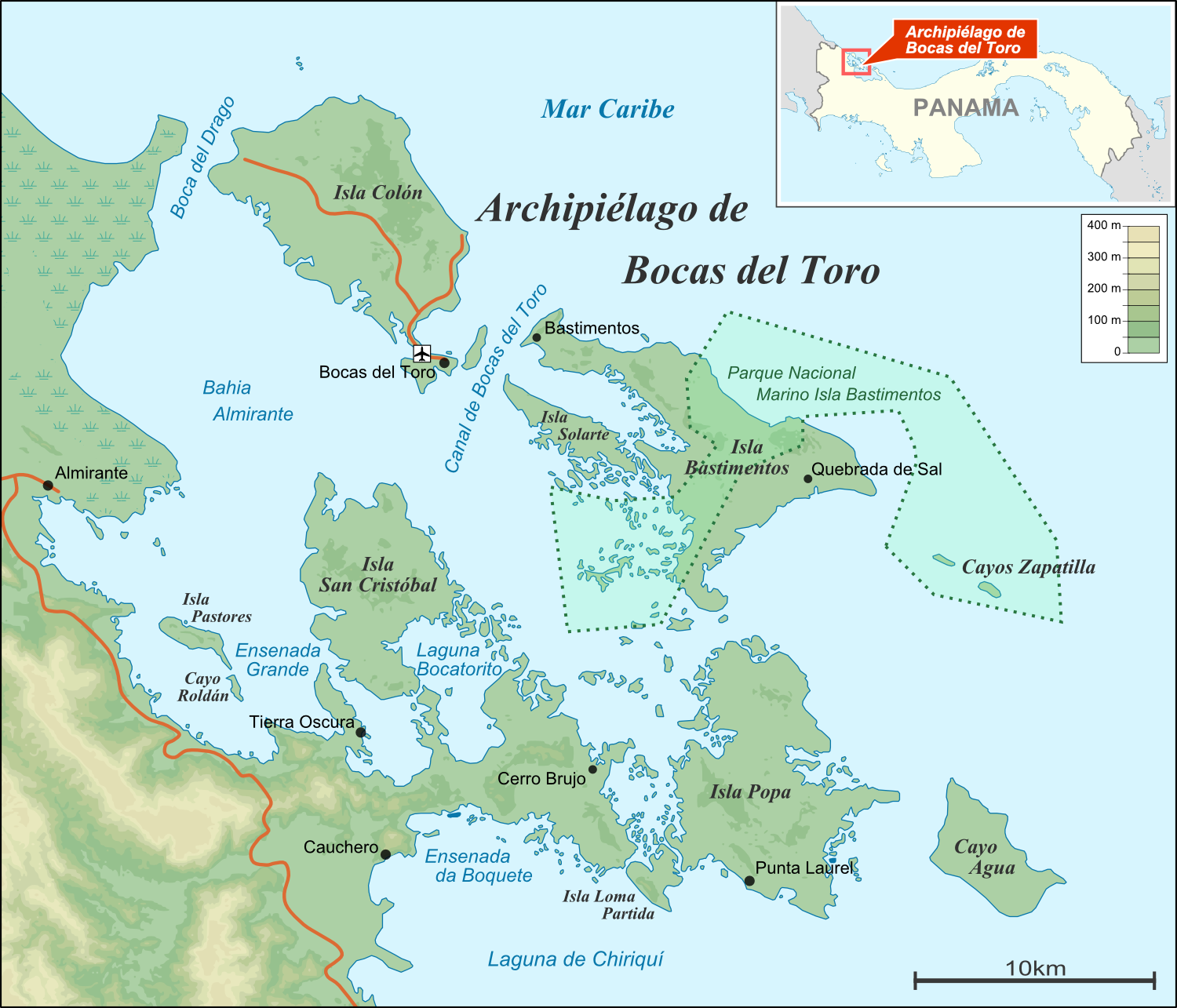

科隆島是巴拿馬的島嶼，位於該國西北部加勒比海，屬於博卡斯德爾托羅群島的一部分，由博卡斯德爾托羅省負責管轄，面積61平方公里，是該國第四大島嶼。